# Ferdinand (lune)
Ferdinand est un satellite naturel d'Uranus découvert en 2001. Il porte le nom de Ferdinand, un personnage de la pièce La Tempête de William Shakespeare. Sa désignation provisoire était S/2001 U 2. Il est le plus lointain des satellites d'Uranus.
Comme la plupart des satellites extérieurs d'Uranus, son orbite est rétrograde.